# Ascena Retail Group
Ascena Retail Group, Inc. er en amerikansk kvindetøj-detailhandelskoncern, der er baseret i Mahwah, New Jersey. Ascena ejer tøjbutikskæderne Dressbarn, Lane Bryant og Ann Inc. (Ann Taylor og Loft butikkerne). De har 53.000 ansatte og i alt 2.764 butikker.
Den første Dressbarn-butik åbnede i 1962 i Stamford, Connecticut af Roslyn Jaffe. I 2020 blev virksomheden opkøbt af Sycamore Partners.